# Jacobikerk (Hannover-Kirchrode)
De Jacobikerk (Duits: Jakobikirche) is een luthers kerkgebouw in Kirchrode, een stadsdeel van Hannover.

## Geschiedenis
De oorsprong van de Jacobikerk bevindt zich ergens in de 12e eeuw. Het betrof oorspronkelijk een missiekerk voor een veel groter gebied. Terwijl er in deze vroege periode van een "kerk to rode" sprake was, werd in een document uit 1295 voor het eerst geschreven over de ecclesia Sancti Jacobi. De huidige kerktoren dateert nog uit de middeleeuwse tijd. 
In 1540 ging de gemeente over tot de lutherse leer. Na de Dertigjarige Oorlog werden de sacristie en enige aanbouwingen afgebroken en slechts gedeeltelijk herbouwd. Zo moest de kerk het tot 1771 zonder een sacristie doen. Tot het einde van de 17e eeuw werd het interieur van de kerk vernieuwd en voorzien van een nieuwe kansel, galerijen en schilderijen. In de jaren 1701 kreeg de kerk haar eerste orgel. 
Een grote verandering bracht de sloop van het oude kerkschip in 1782. De inwijding van de nieuwbouw in de late barokstijl vond plaats in 1784. Het kerkgebouw kreeg in 1809 een nieuw orgel, dat in 1888 door een monumentaal neogotisch sleeplade-instrument werd afgelost. Omdat het kerkhof te vol werd legde men in 1864 een nieuw, tegenwoordig eveneens onder monumentenzorg vallend kerkhof aan. 
Bij een luchtaanval op Hannover op 4 november 1944 trof een luchtmijn de kerk. Het gebouw werd tot op de toren en de buitenmuren verwoest. Hierbij ging nagenoeg het gehele oude interieur verloren. Stapsgewijs werd de kerk na de oorlog weer herbouwd in de vooroorlogse situatie. Sinds 1980 vond er een restauratie van het gebouw plaats. Het kerkmeubilair dateert op enkele uitzonderingen na voornamelijk uit de jaren 1950 en 1980. Tot de weinige voorwerpen van het oorspronkelijke interieur behoort een doopvont in de altaarruimte uit het jaar 1786. Het oudste voorwerp betreft een offerblok dat sinds 1994 in de doorgang naar de torenhal staat opgesteld. In de torenhal zelf herinneren oude foto's en afbeeldingen aan de geschiedenis van de kerk en de gemeente.   

## Orgel
In 1989 werd een nieuw barok orgel door Gebr. Hillebrand Orgelbau geïnstalleerd. Het sleeplade-instrument bezit 24 registers met 1374 pijpen verdeeld over twee manualen en pedaal. De speel- en registertracturen zijn mechanisch.